# Il Mare Calmo della Sera
Il mare calmo della sera (с итал. — «Спокойное вечернее море») — дебютный альбом итальянского тенора Андреа Бочелли, выпущенный после его победы на фестивале в Сан-Ремо в 1994 году, когда он исполнил свой первый сингл с одноимённого альбома. Он был сертифицирован как золотой в Нидерландах.

## История
В 1992 году Бочелли впервые выступил в качестве певца, когда итальянский рок-певец Цукеро Форнасиари прошёл прослушивание у теноров для записи демо-версии песни «Miserere», которую он написал. Успешно пройдя прослушивание, Бочелли записал мелодию дуэтом с Паваротти, позднее они стали близкими друзьями, он даже пел на его второй свадьбе и похоронах. После гастролей по всей Европе в 1993 году Бочелли был приглашен выступить на фестивале Pavarotti & Friends, который состоялся в Модене в сентябре 1994 года.
Затем Бочелли подписал контракт с Sugar Music с Катериной Казелли, которая убедила его принять участие в музыкальном фестивале в Сан-Ремо. В конце концов он выиграл с песней «Il mare calmo della sera», написанной Цукеро для него.
После фестиваля он выпустил свой первый студийный сингл, также названный «Il mare calmo della sera». Сингл был включен в оба альбома величайших хитов Бочелли, Romanza в 1997 году и The Best of Andrea Bocelli: Vivere в 2007.

## Трек-лист
1. "Il mare calmo della sera"
2. "Ave Maria no morro"
3. "Vivere (feat. Gerardina Trovato)"
4. "Rapsodia"
5. "La Luna che non c'è"
6. "Caruso"
7. "Miserere"
8. "Panis angelicus"
9. "Ah, la paterna mano (from Macbeth)"
10. "E lucevan le stelle (from Tosca)"
11. "Le fleur que tu m'avais jetée (from Carmen)"
12. "L'anima ho stanca (from Adriana Lecouvreur)"
13. "Sogno"

## Чарты
| Чарт(1994–1997)               | Высшая позиция |
| ----------------------------- | -------------- |
| Австрия (Ö3 Austria)          | 33             |
| Бельгия/Фландрия (Ultratop)   | 2              |
| Бельгия/Валлония (Ultratop)   | 9              |
| Нидерланды (Album Top 100)    | 11             |
| Франция (SNEP)                | 16             |
| Германия (Offizielle Top 100) | 40             |

| Чарт(1995)                         | Позиция |
| ---------------------------------- | ------- |
| Belgian Albums (Ultratop Flanders) | 58      |
| Чарт(1996)                         | Позиция |
| Dutch Albums (Album Top 100)       | 35      |

## Сертификации
| Регион            | Сертификация | Продажи |
| ----------------- | ------------ | ------- |
| Бельгия (BEA)     | Платиновый   | 100,000 |
| Франция           | —            | 100,000 |
| Германия          | —            | 75,000  |
| Нидерланды (NVPI) | Золотой      | 90,000  |